# Strzelce Opolskie (comune)
Strzelce Opolskie (in slesiano: Uopolske Strzelce, in tedesco: Groß Strehlitz) è un comune urbano-rurale polacco del distretto di Strzelce, nel voivodato di Opole.
Ricopre una superficie di 202,35 km² e nel 2004 contava 33 747 abitanti.